# Perna perna
Perna perna is een tweekleppigensoort uit de familie van de Mytilidae. De wetenschappelijke naam van de soort is voor het eerst geldig gepubliceerd in 1758 door Carl Linnaeus.

## Verspreiding
Perna perna is inheems in de westelijke Indische Oceaan en de westkust van Afrika. Deze soort is geïntroduceerd in de Golf van Mexico, de Atlantische kust van Zuid-Amerika en Nieuw-Zeeland. Het wordt in het hele Middellandse Zeegebied gerapporteerd, maar we beschouwen het hier en in Noord-West-Afrika als cryptogeen (van onbekende oorsprong). Larven van P. perna vestigen zich op een grote verscheidenheid aan oppervlakken, waaronder rotsen, hout en vegetatie. Ze voelen zich aangetrokken tot vestiging in de buurt van soortgenoten en kunnen uitgebreide bedden creëren op rotsachtige oppervlakken, maar ook op zachte sedimenten, waardoor een complexe leefgebied ontstaat. Deze soort is een belangrijke voedselbron voor mensen en dieren in het wild en een belangrijke ecosysteemsoort in zowel zijn oorspronkelijke als geïntroduceerde gebieden.
Rechter en linker klep van hetzelfde exemplaar:

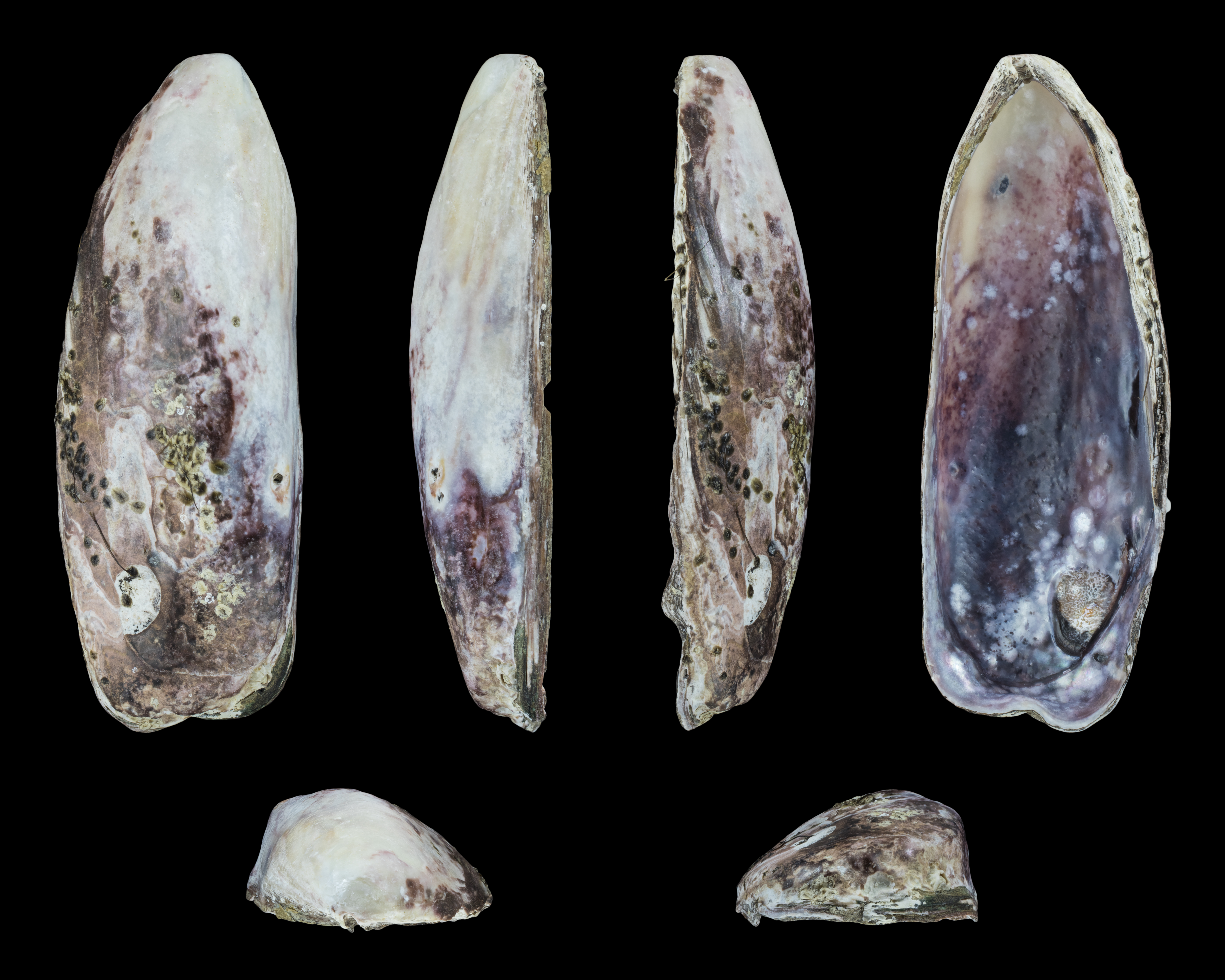
Rechter klep
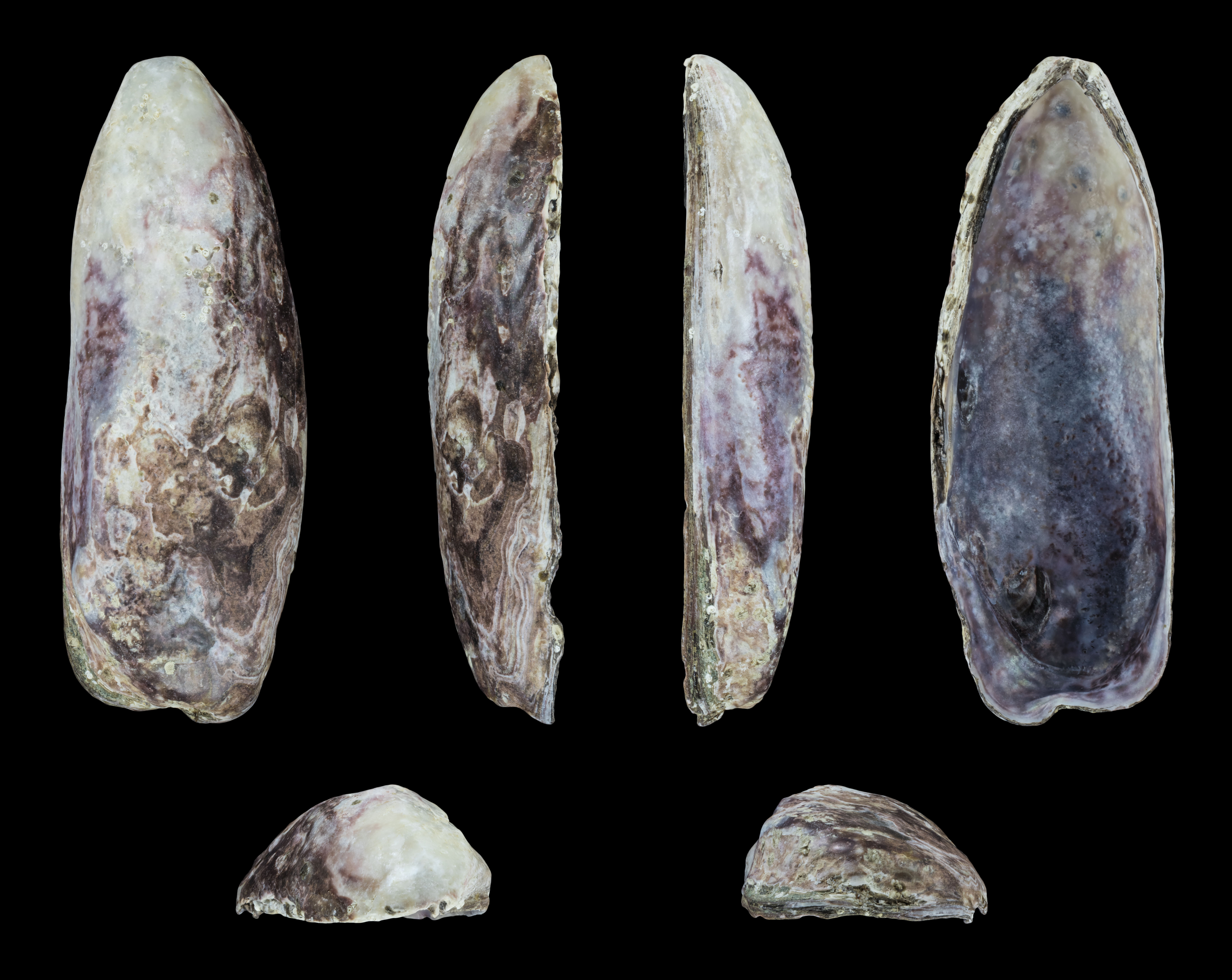
Linker klep

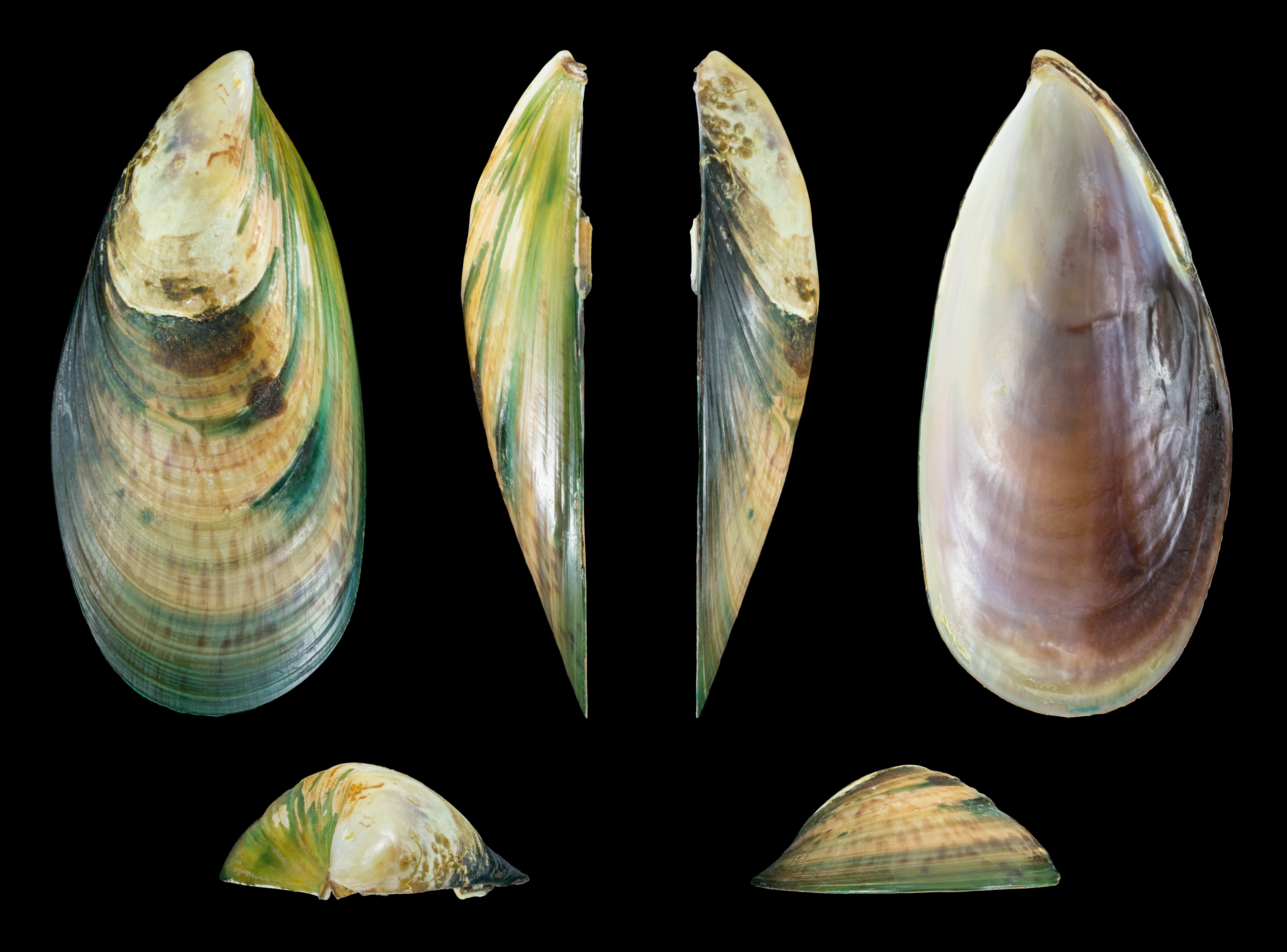
Rechter klep
Linker klep

Perna perna var. picta

Rechter en linker klep van hetzelfde exemplaar:

Rechter klep
Linker klep

Perna perna var. elongata

Rechter en linker klep van hetzelfde exemplaar:
- Rechter klep
- Linker klep